# Petiese
Petiese (también Peteese o Pediese) era el nombre de un número de antiguos altos funcionarios egipcios que sirvieron a los faraones durante los siglos VII y VI a. C. Su historia familiar se conoce por una petición (pRylands 9) que el sacerdote Petiese (Petiese III) escribió durante el reinado de Darío I de Persia, aunque algunos han afirmado que más que de una petición real, se trata de una obra literaria o a lo sumo del borrador de una petición.

## La petición de Petiese
Petiese I, hijo de Ireturu, gobernaba el Alto Egipto conjuntamente con su primo Petiese, hijo de Ankhshesheq, que ostentaba el cargo de maestro naval. En el 651 a. C. Psamético I le había confirmado sus cargos sacerdotales, sobre todo el de profeta de Amón de Teudjoi. Después de que hubiese renunciado a su poderoso cargo como gobernador del Alto Egipto, en el 621 a. C. los sacerdotes de Teudjoi decidieron arrebatarle sus cargos sacerdotales, los cuales estaban bien pagados, y matar a dos de sus nietos. Pediese recibió protección policial. Restauró la fortuna del templo en Teudjoi. Los derechos de Pediese se inscribieron en una estela. Cedió la parte que le correspondía como profeta a su hijo Wedjasematawi I. Petiese II, hijo de Wedjasematawi I, en el 591 a. C. acompañó a Psamético II a una campaña en Siria. Mientras él estaba fuera, los sacerdotes de Teudjoi sobornaron a un funcionario y Petiese, a su regreso, perdió su caso contra los sacerdotes en la corte. Tras su muerte, su hijo Wedjasematawi II tuvo que huir de Teudjoi porque los sacerdotes intentaron obligarlo a que les cediese sus derechos. Durante su ausencia, le destruyeron su casa, pero tuvieron que pagar una pequeña indemnización cuando Petiese III, el hijo de Wedjasematawi II, interpuso una demanda contra ellos. Si la petición de Petiese III es cierta, realmente hubo poca justicia en el Egipto de su época y solo el soborno produjo resultados.